# Jacques Gabriel (1605-1662)
Pour les articles homonymes, voir Gabriel et Jacques Gabriel.
Jacques Gabriel est un maître maçon, fils de Jacques I Gabriel, né à Argentan où il est baptisé le 16 octobre 1605, et décédé probablement à Saint-Paterne-Racan en 1662.

## Biographie
Il est le frère de Maurice I Gabriel, baptisé le 25 juillet 1602 à l'église Saint-Germain d'Argentan. Il s'est marié à Argentan par le contrat de mariage passé le 27 juillet 1632 avec Catherine Richard. Il est mort en 1649 à Argentan. Il a repris le métier de son père à Argentan. Il est le maître d'œuvre du clocher de l'église Saint-Germain d'Argentan. Il est intervenu au château de Carrouges où il fait l'ordonnancement des jardins, il y a construit la chapelle du château de Carrouges en 1642, et, en 1648, il a dirigé l'exécution des boiseries de la chambre des évêques.
Jacques II Gabriel s'est marié en premières noces avec Madeleine Abraham. De cette union sont nés :
- Jacques IV Gabriel en 1630,
  - Jacques V Gabriel,
    - Ange-Jacques Gabriel[2]
- Marie Gabriel, née à Saint-Paterne, baptisée le 24 décembre 1638, décédée le 21 novembre 1691, mariée avec Jean Morillon en juillet 1658.
- Honorat Gabriel, baptisé le 19 janvier 1641.

Il s'est installé à Saint-Paterne vers 1636. G; Despierre n'y a pas trouvé l'acte de baptême de Jacques IV Gabriel à Saint-Paterne. Il est peut-être né à Argentan avant le départ de sa famille d'Argentan pour Saint-Paterne.
Jacques II Gabriel s'est remarié avec Anne Morillon d'où sont nés :
- Charles Gabriel, baptisé le 2 août 1646, architecte à Paris, marié à N. Bailly.
- Pierre Gabriel, baptisé le 21 novembre 1649, mort le 1er juillet 1695, architecte à Saint-Paterne, marié à Renée Mulot.
- François Gabriel,
- Gabrielle Gabriel, baptisée le 4 mars 1652,
- Madeleine Gabriel, baptisée le 28 avril 1656, mariée à Thomas Perrotin.

Jacques II Gabriel est cité par le poète Honorat de Bueil de Racan dans une lettre à Chapelain : « Il faut que je ménage le temps qui me reste pour mettre mon Cantique de Judith au net ; je le viens d'achever et je vous l'enverrai si j'avais mon maître maçon pour le transcrire ». Jacques Gabriel était le secrétaire du poète Racan.
Le château de la Roche Racan que le poète Racan fait construire à Saint-Paterne, au-dessus la vallée de l'Escotais, à partir de 1634 a probablement été construit par Jacques II Gabriel.
On trouve une citation en date du 24 novembre 1638 : « Jacques Gabriel, masson, demeurant à présent paroisse de Saint-Pater ».
Jacques II Gabriel est qualifié de maître architecte en 1652. Michel Gallet indique qu'il est mort dans la gêne à Saint-Paterne-Racan.

## Généalogie simplifiée
|                             |                             |                             |                             |                             |                             |  |  |                                                |                                                |                                                |                                                |                                                |                                                |                                    |                                    |                                    |                                    |                                                                       |                                                                       |                                                                       |                                                                       |                                                                       |                                                                       | Jehan Mansart (maître maçon)               | Jehan Mansart (maître maçon)               | Jehan Mansart (maître maçon)               | Jehan Mansart (maître maçon)               | Jehan Mansart (maître maçon)                      | Jehan Mansart (maître maçon)                      |                                                   |                                                   |                                                   |                                                   |                                                  |                                                  | Jacques Le Roy (maître maçon)                    | Jacques Le Roy (maître maçon)                    | Jacques Le Roy (maître maçon) | Jacques Le Roy (maître maçon) | Jacques Le Roy (maître maçon) | Jacques Le Roy (maître maçon) |                              |                              |                              |                              |                                            |                                            |                                            |                                            |                                            |                                            |                                     |                                     |                        |                        |                        |                        |               |               |                                   |                                   |                                   |                                   |                                               |                                               |                                               |                                               |                                               |                                               |                                           |                                           |                                                |                                                |                                                |                                                |                                                |                                                |                                  |                                  |                                               |                                               |                                               |                                               |                                               |                                               |  |  |
|                             |                             |                             |                             |                             |                             |  |  |                                                |                                                |                                                |                                                |                                                |                                                |                                    |                                    |                                    |                                    |                                                                       |                                                                       |                                                                       |                                                                       |                                                                       |                                                                       | Jehan Mansart (maître maçon)               | Jehan Mansart (maître maçon)               | Jehan Mansart (maître maçon)               | Jehan Mansart (maître maçon)               | Jehan Mansart (maître maçon)                      | Jehan Mansart (maître maçon)                      |                                                   |                                                   |                                                   |                                                   |                                                  |                                                  | Jacques Le Roy (maître maçon)                    | Jacques Le Roy (maître maçon)                    | Jacques Le Roy (maître maçon) | Jacques Le Roy (maître maçon) | Jacques Le Roy (maître maçon) | Jacques Le Roy (maître maçon) |                              |                              |                              |                              |                                            |                                            |                                            |                                            |                                            |                                            |                                     |                                     |                        |                        |                        |                        |               |               |                                   |                                   |                                   |                                   |                                               |                                               |                                               |                                               |                                               |                                               |                                           |                                           |                                                |                                                |                                                |                                                |                                                |                                                |                                  |                                  |                                               |                                               |                                               |                                               |                                               |                                               |  |  |
|                             |                             |                             |                             |                             |                             |  |  |                                                |                                                |                                                |                                                |                                                |                                                |                                    |                                    |                                    |                                    |                                                                       |                                                                       |                                                                       |                                                                       |                                                                       |                                                                       | Absalon Mansart (charpentier)              | Absalon Mansart (charpentier)              | Absalon Mansart (charpentier)              | Absalon Mansart (charpentier)              | Absalon Mansart (charpentier)                     | Absalon Mansart (charpentier)                     |                                                   |                                                   |                                                   |                                                   |                                                  |                                                  | Michelle Le Roy                                  | Michelle Le Roy                                  | Michelle Le Roy               | Michelle Le Roy               | Michelle Le Roy               | Michelle Le Roy               |                              |                              |                              |                              |                                            |                                            |                                            |                                            |                                            |                                            |                                     |                                     |                        |                        |                        |                        |               |               |                                   |                                   |                                   |                                   |                                               |                                               |                                               |                                               | François Gabriel (maître maçon)               | François Gabriel (maître maçon)               | François Gabriel (maître maçon)           | François Gabriel (maître maçon)           | François Gabriel (maître maçon)                | François Gabriel (maître maçon)                |                                                |                                                |                                                |                                                |                                  |                                  |                                               |                                               |                                               |                                               |                                               |                                               |  |  |
|                             |                             |                             |                             |                             |                             |  |  |                                                |                                                |                                                |                                                |                                                |                                                |                                    |                                    |                                    |                                    |                                                                       |                                                                       |                                                                       |                                                                       |                                                                       |                                                                       | Absalon Mansart (charpentier)              | Absalon Mansart (charpentier)              | Absalon Mansart (charpentier)              | Absalon Mansart (charpentier)              | Absalon Mansart (charpentier)                     | Absalon Mansart (charpentier)                     |                                                   |                                                   |                                                   |                                                   |                                                  |                                                  | Michelle Le Roy                                  | Michelle Le Roy                                  | Michelle Le Roy               | Michelle Le Roy               | Michelle Le Roy               | Michelle Le Roy               |                              |                              |                              |                              |                                            |                                            |                                            |                                            |                                            |                                            |                                     |                                     |                        |                        |                        |                        |               |               |                                   |                                   |                                   |                                   |                                               |                                               |                                               |                                               | François Gabriel (maître maçon)               | François Gabriel (maître maçon)               | François Gabriel (maître maçon)           | François Gabriel (maître maçon)           | François Gabriel (maître maçon)                | François Gabriel (maître maçon)                |                                                |                                                |                                                |                                                |                                  |                                  |                                               |                                               |                                               |                                               |                                               |                                               |  |  |
|                             |                             |                             |                             |                             |                             |  |  |                                                |                                                |                                                |                                                |                                                |                                                |                                    |                                    |                                    |                                    |                                                                       |                                                                       |                                                                       |                                                                       |                                                                       |                                                                       |                                            |                                            |                                            |                                            |                                                   |                                                   |                                                   |                                                   |                                                   |                                                   |                                                  |                                                  |                                                  |                                                  |                               |                               |                               |                               |                              |                              |                              |                              |                                            |                                            |                                            |                                            |                                            |                                            |                                     |                                     |                        |                        |                        |                        |               |               |                                   |                                   |                                   |                                   |                                               |                                               |                                               |                                               |                                               |                                               |                                           |                                           |                                                |                                                |                                                |                                                |                                                |                                                |                                  |                                  |                                               |                                               |                                               |                                               |                                               |                                               |  |  |
|                             |                             |                             |                             |                             |                             |  |  |                                                |                                                |                                                |                                                |                                                |                                                |                                    |                                    |                                    |                                    |                                                                       |                                                                       |                                                                       |                                                                       |                                                                       |                                                                       |                                            |                                            |                                            |                                            |                                                   |                                                   |                                                   |                                                   |                                                   |                                                   |                                                  |                                                  |                                                  |                                                  |                               |                               |                               |                               |                              |                              |                              |                              |                                            |                                            |                                            |                                            |                                            |                                            |                                     |                                     |                        |                        |                        |                        |               |               |                                   |                                   |                                   |                                   |                                               |                                               |                                               |                                               |                                               |                                               |                                           |                                           |                                                |                                                |                                                |                                                |                                                |                                                |                                  |                                  |                                               |                                               |                                               |                                               |                                               |                                               |  |  |
|                             |                             |                             |                             |                             |                             |  |  | Frémin de Cotte (ingénieur, architecte du roi) | Frémin de Cotte (ingénieur, architecte du roi) | Frémin de Cotte (ingénieur, architecte du roi) | Frémin de Cotte (ingénieur, architecte du roi) | Frémin de Cotte (ingénieur, architecte du roi) | Frémin de Cotte (ingénieur, architecte du roi) |                                    |                                    |                                    |                                    |                                                                       |                                                                       |                                                                       |                                                                       |                                                                       |                                                                       |                                            |                                            | François Mansart (architecte)              | François Mansart (architecte)              | François Mansart (architecte)                     | François Mansart (architecte)                     | François Mansart (architecte)                     | François Mansart (architecte)                     |                                                   |                                                   | Marie Mansart                                    | Marie Mansart                                    | Marie Mansart                                    | Marie Mansart                                    | Marie Mansart                 | Marie Mansart                 |                               |                               |                              |                              |                              |                              | Germain Gaultier (sculpteur et architecte) | Germain Gaultier (sculpteur et architecte) | Germain Gaultier (sculpteur et architecte) | Germain Gaultier (sculpteur et architecte) | Germain Gaultier (sculpteur et architecte) | Germain Gaultier (sculpteur et architecte) |                                     |                                     |                        |                        |                        |                        |               |               |                                   |                                   |                                   |                                   |                                               |                                               |                                               |                                               | Jacques I Gabriel ( -1628) (maître maçon)     | Jacques I Gabriel ( -1628) (maître maçon)     | Jacques I Gabriel ( -1628) (maître maçon) | Jacques I Gabriel ( -1628) (maître maçon) | Jacques I Gabriel ( -1628) (maître maçon)      | Jacques I Gabriel ( -1628) (maître maçon)      |                                                |                                                |                                                |                                                |                                  |                                  |                                               |                                               |                                               |                                               |                                               |                                               |  |  |
|                             |                             |                             |                             |                             |                             |  |  | Frémin de Cotte (ingénieur, architecte du roi) | Frémin de Cotte (ingénieur, architecte du roi) | Frémin de Cotte (ingénieur, architecte du roi) | Frémin de Cotte (ingénieur, architecte du roi) | Frémin de Cotte (ingénieur, architecte du roi) | Frémin de Cotte (ingénieur, architecte du roi) |                                    |                                    |                                    |                                    |                                                                       |                                                                       |                                                                       |                                                                       |                                                                       |                                                                       |                                            |                                            | François Mansart (architecte)              | François Mansart (architecte)              | François Mansart (architecte)                     | François Mansart (architecte)                     | François Mansart (architecte)                     | François Mansart (architecte)                     |                                                   |                                                   | Marie Mansart                                    | Marie Mansart                                    | Marie Mansart                                    | Marie Mansart                                    | Marie Mansart                 | Marie Mansart                 |                               |                               |                              |                              |                              |                              | Germain Gaultier (sculpteur et architecte) | Germain Gaultier (sculpteur et architecte) | Germain Gaultier (sculpteur et architecte) | Germain Gaultier (sculpteur et architecte) | Germain Gaultier (sculpteur et architecte) | Germain Gaultier (sculpteur et architecte) |                                     |                                     |                        |                        |                        |                        |               |               |                                   |                                   |                                   |                                   |                                               |                                               |                                               |                                               | Jacques I Gabriel ( -1628) (maître maçon)     | Jacques I Gabriel ( -1628) (maître maçon)     | Jacques I Gabriel ( -1628) (maître maçon) | Jacques I Gabriel ( -1628) (maître maçon) | Jacques I Gabriel ( -1628) (maître maçon)      | Jacques I Gabriel ( -1628) (maître maçon)      |                                                |                                                |                                                |                                                |                                  |                                  |                                               |                                               |                                               |                                               |                                               |                                               |  |  |
|                             |                             |                             |                             |                             |                             |  |  |                                                |                                                |                                                |                                                |                                                |                                                |                                    |                                    |                                    |                                    |                                                                       |                                                                       |                                                                       |                                                                       |                                                                       |                                                                       |                                            |                                            |                                            |                                            |                                                   |                                                   |                                                   |                                                   |                                                   |                                                   |                                                  |                                                  |                                                  |                                                  |                               |                               |                               |                               |                              |                              |                              |                              |                                            |                                            |                                            |                                            |                                            |                                            |                                     |                                     |                        |                        |                        |                        |               |               |                                   |                                   |                                   |                                   |                                               |                                               |                                               |                                               |                                               |                                               |                                           |                                           |                                                |                                                |                                                |                                                |                                                |                                                |                                  |                                  |                                               |                                               |                                               |                                               |                                               |                                               |  |  |
|                             |                             |                             |                             |                             |                             |  |  |                                                |                                                |                                                |                                                |                                                |                                                |                                    |                                    |                                    |                                    |                                                                       |                                                                       |                                                                       |                                                                       |                                                                       |                                                                       |                                            |                                            |                                            |                                            |                                                   |                                                   |                                                   |                                                   |                                                   |                                                   |                                                  |                                                  |                                                  |                                                  |                               |                               |                               |                               |                              |                              |                              |                              |                                            |                                            |                                            |                                            |                                            |                                            |                                     |                                     |                        |                        |                        |                        |               |               |                                   |                                   |                                   |                                   |                                               |                                               |                                               |                                               |                                               |                                               |                                           |                                           |                                                |                                                |                                                |                                                |                                                |                                                |                                  |                                  |                                               |                                               |                                               |                                               |                                               |                                               |  |  |
|                             |                             |                             |                             |                             |                             |  |  |                                                |                                                |                                                |                                                |                                                |                                                |                                    |                                    |                                    |                                    |                                                                       |                                                                       |                                                                       |                                                                       |                                                                       |                                                                       |                                            |                                            |                                            |                                            |                                                   |                                                   |                                                   |                                                   |                                                   |                                                   |                                                  |                                                  |                                                  |                                                  |                               |                               |                               |                               |                              |                              |                              |                              |                                            |                                            |                                            |                                            |                                            |                                            |                                     |                                     |                        |                        |                        |                        |               |               |                                   |                                   |                                   |                                   |                                               |                                               |                                               |                                               |                                               |                                               |                                           |                                           |                                                |                                                |                                                |                                                |                                                |                                                |                                  |                                  |                                               |                                               |                                               |                                               |                                               |                                               |  |  |
| Anne Du Fay                 | Anne Du Fay                 | Anne Du Fay                 | Anne Du Fay                 | Anne Du Fay                 | Anne Du Fay                 |  |  | Charles de Cotte                               | Charles de Cotte                               | Charles de Cotte                               | Charles de Cotte                               | Charles de Cotte                               | Charles de Cotte                               |                                    |                                    |                                    |                                    | Nicolas Bodin (Conseiller du roi, Trésorier de la Prévôté de l'Hôtel) | Nicolas Bodin (Conseiller du roi, Trésorier de la Prévôté de l'Hôtel) | Nicolas Bodin (Conseiller du roi, Trésorier de la Prévôté de l'Hôtel) | Nicolas Bodin (Conseiller du roi, Trésorier de la Prévôté de l'Hôtel) | Nicolas Bodin (Conseiller du roi, Trésorier de la Prévôté de l'Hôtel) | Nicolas Bodin (Conseiller du roi, Trésorier de la Prévôté de l'Hôtel) |                                            |                                            |                                            |                                            | Raphaël Hardouin (peintre)                        | Raphaël Hardouin (peintre)                        | Raphaël Hardouin (peintre)                        | Raphaël Hardouin (peintre)                        | Raphaël Hardouin (peintre)                        | Raphaël Hardouin (peintre)                        |                                                  |                                                  | Marie Gaultier                                   | Marie Gaultier                                   | Marie Gaultier                | Marie Gaultier                | Marie Gaultier                | Marie Gaultier                |                              |                              | Michelle Gaultier            | Michelle Gaultier            | Michelle Gaultier                          | Michelle Gaultier                          | Michelle Gaultier                          | Michelle Gaultier                          |                                            |                                            | Edme Delisle (peintre)              | Edme Delisle (peintre)              | Edme Delisle (peintre) | Edme Delisle (peintre) | Edme Delisle (peintre) | Edme Delisle (peintre) |               |               |                                   |                                   |                                   |                                   | Jacques II Gabriel (1605-1662) (maître maçon) | Jacques II Gabriel (1605-1662) (maître maçon) | Jacques II Gabriel (1605-1662) (maître maçon) | Jacques II Gabriel (1605-1662) (maître maçon) | Jacques II Gabriel (1605-1662) (maître maçon) | Jacques II Gabriel (1605-1662) (maître maçon) |                                           |                                           |                                                |                                                | Maurice I Gabriel (maître maçon)               | Maurice I Gabriel (maître maçon)               | Maurice I Gabriel (maître maçon)               | Maurice I Gabriel (maître maçon)               | Maurice I Gabriel (maître maçon) | Maurice I Gabriel (maître maçon) |                                               |                                               |                                               |                                               |                                               |                                               |  |  |
| Anne Du Fay                 | Anne Du Fay                 | Anne Du Fay                 | Anne Du Fay                 | Anne Du Fay                 | Anne Du Fay                 |  |  | Charles de Cotte                               | Charles de Cotte                               | Charles de Cotte                               | Charles de Cotte                               | Charles de Cotte                               | Charles de Cotte                               |                                    |                                    |                                    |                                    | Nicolas Bodin (Conseiller du roi, Trésorier de la Prévôté de l'Hôtel) | Nicolas Bodin (Conseiller du roi, Trésorier de la Prévôté de l'Hôtel) | Nicolas Bodin (Conseiller du roi, Trésorier de la Prévôté de l'Hôtel) | Nicolas Bodin (Conseiller du roi, Trésorier de la Prévôté de l'Hôtel) | Nicolas Bodin (Conseiller du roi, Trésorier de la Prévôté de l'Hôtel) | Nicolas Bodin (Conseiller du roi, Trésorier de la Prévôté de l'Hôtel) |                                            |                                            |                                            |                                            | Raphaël Hardouin (peintre)                        | Raphaël Hardouin (peintre)                        | Raphaël Hardouin (peintre)                        | Raphaël Hardouin (peintre)                        | Raphaël Hardouin (peintre)                        | Raphaël Hardouin (peintre)                        |                                                  |                                                  | Marie Gaultier                                   | Marie Gaultier                                   | Marie Gaultier                | Marie Gaultier                | Marie Gaultier                | Marie Gaultier                |                              |                              | Michelle Gaultier            | Michelle Gaultier            | Michelle Gaultier                          | Michelle Gaultier                          | Michelle Gaultier                          | Michelle Gaultier                          |                                            |                                            | Edme Delisle (peintre)              | Edme Delisle (peintre)              | Edme Delisle (peintre) | Edme Delisle (peintre) | Edme Delisle (peintre) | Edme Delisle (peintre) |               |               |                                   |                                   |                                   |                                   | Jacques II Gabriel (1605-1662) (maître maçon) | Jacques II Gabriel (1605-1662) (maître maçon) | Jacques II Gabriel (1605-1662) (maître maçon) | Jacques II Gabriel (1605-1662) (maître maçon) | Jacques II Gabriel (1605-1662) (maître maçon) | Jacques II Gabriel (1605-1662) (maître maçon) |                                           |                                           |                                                |                                                | Maurice I Gabriel (maître maçon)               | Maurice I Gabriel (maître maçon)               | Maurice I Gabriel (maître maçon)               | Maurice I Gabriel (maître maçon)               | Maurice I Gabriel (maître maçon) | Maurice I Gabriel (maître maçon) |                                               |                                               |                                               |                                               |                                               |                                               |  |  |
|                             |                             |                             |                             |                             |                             |  |  |                                                |                                                |                                                |                                                |                                                |                                                |                                    |                                    |                                    |                                    |                                                                       |                                                                       |                                                                       |                                                                       |                                                                       |                                                                       |                                            |                                            |                                            |                                            |                                                   |                                                   |                                                   |                                                   |                                                   |                                                   |                                                  |                                                  |                                                  |                                                  |                               |                               |                               |                               |                              |                              |                              |                              |                                            |                                            |                                            |                                            |                                            |                                            |                                     |                                     |                        |                        |                        |                        |               |               |                                   |                                   |                                   |                                   |                                               |                                               |                                               |                                               |                                               |                                               |                                           |                                           |                                                |                                                |                                                |                                                |                                                |                                                |                                  |                                  |                                               |                                               |                                               |                                               |                                               |                                               |  |  |
|                             |                             |                             |                             |                             |                             |  |  |                                                |                                                |                                                |                                                |                                                |                                                |                                    |                                    |                                    |                                    |                                                                       |                                                                       |                                                                       |                                                                       |                                                                       |                                                                       |                                            |                                            |                                            |                                            |                                                   |                                                   |                                                   |                                                   |                                                   |                                                   |                                                  |                                                  |                                                  |                                                  |                               |                               |                               |                               |                              |                              |                              |                              |                                            |                                            |                                            |                                            |                                            |                                            |                                     |                                     |                        |                        |                        |                        |               |               |                                   |                                   |                                   |                                   |                                               |                                               |                                               |                                               |                                               |                                               |                                           |                                           |                                                |                                                |                                                |                                                |                                                |                                                |                                  |                                  |                                               |                                               |                                               |                                               |                                               |                                               |  |  |
|                             |                             |                             |                             |                             |                             |  |  |                                                |                                                |                                                |                                                |                                                |                                                |                                    |                                    |                                    |                                    |                                                                       |                                                                       |                                                                       |                                                                       |                                                                       |                                                                       |                                            |                                            |                                            |                                            |                                                   |                                                   |                                                   |                                                   |                                                   |                                                   |                                                  |                                                  |                                                  |                                                  |                               |                               |                               |                               |                              |                              |                              |                              |                                            |                                            |                                            |                                            |                                            |                                            |                                     |                                     |                        |                        |                        |                        |               |               |                                   |                                   |                                   |                                   |                                               |                                               |                                               |                                               |                                               |                                               |                                           |                                           |                                                |                                                |                                                |                                                |                                                |                                                |                                  |                                  |                                               |                                               |                                               |                                               |                                               |                                               |  |  |
| Louis de Cotte (architecte) | Louis de Cotte (architecte) | Louis de Cotte (architecte) | Louis de Cotte (architecte) | Louis de Cotte (architecte) | Louis de Cotte (architecte) |  |  | Robert de Cotte (architecte)                   | Robert de Cotte (architecte)                   | Robert de Cotte (architecte)                   | Robert de Cotte (architecte)                   | Robert de Cotte (architecte)                   | Robert de Cotte (architecte)                   |                                    |                                    | Catherine Bodin                    | Catherine Bodin                    | Catherine Bodin                                                       | Catherine Bodin                                                       | Catherine Bodin                                                       | Catherine Bodin                                                       |                                                                       |                                                                       | Anne Bodin                                 | Anne Bodin                                 | Anne Bodin                                 | Anne Bodin                                 | Anne Bodin                                        | Anne Bodin                                        |                                                   |                                                   | Jules Hardouin-Mansart (architecte)               | Jules Hardouin-Mansart (architecte)               | Jules Hardouin-Mansart (architecte)              | Jules Hardouin-Mansart (architecte)              | Jules Hardouin-Mansart (architecte)              | Jules Hardouin-Mansart (architecte)              |                               |                               | Michel Hardouin (architecte)  | Michel Hardouin (architecte)  | Michel Hardouin (architecte) | Michel Hardouin (architecte) | Michel Hardouin (architecte) | Michel Hardouin (architecte) |                                            |                                            | Pierre Delisle-Mansart (architecte)        | Pierre Delisle-Mansart (architecte)        | Pierre Delisle-Mansart (architecte)        | Pierre Delisle-Mansart (architecte)        | Pierre Delisle-Mansart (architecte) | Pierre Delisle-Mansart (architecte) |                        |                        | Marie Delisle          | Marie Delisle          | Marie Delisle | Marie Delisle | Marie Delisle                     | Marie Delisle                     |                                   |                                   | Jacques IV Gabriel (1630-1686) (architecte)   | Jacques IV Gabriel (1630-1686) (architecte)   | Jacques IV Gabriel (1630-1686) (architecte)   | Jacques IV Gabriel (1630-1686) (architecte)   | Jacques IV Gabriel (1630-1686) (architecte)   | Jacques IV Gabriel (1630-1686) (architecte)   |                                           |                                           | Jacques III Gabriel (1637-1697) (maître maçon) | Jacques III Gabriel (1637-1697) (maître maçon) | Jacques III Gabriel (1637-1697) (maître maçon) | Jacques III Gabriel (1637-1697) (maître maçon) | Jacques III Gabriel (1637-1697) (maître maçon) | Jacques III Gabriel (1637-1697) (maître maçon) |                                  |                                  | Maurice II Gabriel (1632-1693) (maître maçon) | Maurice II Gabriel (1632-1693) (maître maçon) | Maurice II Gabriel (1632-1693) (maître maçon) | Maurice II Gabriel (1632-1693) (maître maçon) | Maurice II Gabriel (1632-1693) (maître maçon) | Maurice II Gabriel (1632-1693) (maître maçon) |  |  |
| Louis de Cotte (architecte) | Louis de Cotte (architecte) | Louis de Cotte (architecte) | Louis de Cotte (architecte) | Louis de Cotte (architecte) | Louis de Cotte (architecte) |  |  | Robert de Cotte (architecte)                   | Robert de Cotte (architecte)                   | Robert de Cotte (architecte)                   | Robert de Cotte (architecte)                   | Robert de Cotte (architecte)                   | Robert de Cotte (architecte)                   |                                    |                                    | Catherine Bodin                    | Catherine Bodin                    | Catherine Bodin                                                       | Catherine Bodin                                                       | Catherine Bodin                                                       | Catherine Bodin                                                       |                                                                       |                                                                       | Anne Bodin                                 | Anne Bodin                                 | Anne Bodin                                 | Anne Bodin                                 | Anne Bodin                                        | Anne Bodin                                        |                                                   |                                                   | Jules Hardouin-Mansart (architecte)               | Jules Hardouin-Mansart (architecte)               | Jules Hardouin-Mansart (architecte)              | Jules Hardouin-Mansart (architecte)              | Jules Hardouin-Mansart (architecte)              | Jules Hardouin-Mansart (architecte)              |                               |                               | Michel Hardouin (architecte)  | Michel Hardouin (architecte)  | Michel Hardouin (architecte) | Michel Hardouin (architecte) | Michel Hardouin (architecte) | Michel Hardouin (architecte) |                                            |                                            | Pierre Delisle-Mansart (architecte)        | Pierre Delisle-Mansart (architecte)        | Pierre Delisle-Mansart (architecte)        | Pierre Delisle-Mansart (architecte)        | Pierre Delisle-Mansart (architecte) | Pierre Delisle-Mansart (architecte) |                        |                        | Marie Delisle          | Marie Delisle          | Marie Delisle | Marie Delisle | Marie Delisle                     | Marie Delisle                     |                                   |                                   | Jacques IV Gabriel (1630-1686) (architecte)   | Jacques IV Gabriel (1630-1686) (architecte)   | Jacques IV Gabriel (1630-1686) (architecte)   | Jacques IV Gabriel (1630-1686) (architecte)   | Jacques IV Gabriel (1630-1686) (architecte)   | Jacques IV Gabriel (1630-1686) (architecte)   |                                           |                                           | Jacques III Gabriel (1637-1697) (maître maçon) | Jacques III Gabriel (1637-1697) (maître maçon) | Jacques III Gabriel (1637-1697) (maître maçon) | Jacques III Gabriel (1637-1697) (maître maçon) | Jacques III Gabriel (1637-1697) (maître maçon) | Jacques III Gabriel (1637-1697) (maître maçon) |                                  |                                  | Maurice II Gabriel (1632-1693) (maître maçon) | Maurice II Gabriel (1632-1693) (maître maçon) | Maurice II Gabriel (1632-1693) (maître maçon) | Maurice II Gabriel (1632-1693) (maître maçon) | Maurice II Gabriel (1632-1693) (maître maçon) | Maurice II Gabriel (1632-1693) (maître maçon) |  |  |
|                             |                             |                             |                             |                             |                             |  |  |                                                |                                                |                                                |                                                |                                                |                                                |                                    |                                    |                                    |                                    |                                                                       |                                                                       |                                                                       |                                                                       |                                                                       |                                                                       |                                            |                                            |                                            |                                            |                                                   |                                                   |                                                   |                                                   |                                                   |                                                   |                                                  |                                                  |                                                  |                                                  |                               |                               |                               |                               |                              |                              |                              |                              |                                            |                                            |                                            |                                            |                                            |                                            |                                     |                                     |                        |                        |                        |                        |               |               |                                   |                                   |                                   |                                   |                                               |                                               |                                               |                                               |                                               |                                               |                                           |                                           |                                                |                                                |                                                |                                                |                                                |                                                |                                  |                                  |                                               |                                               |                                               |                                               |                                               |                                               |  |  |
|                             |                             |                             |                             |                             |                             |  |  |                                                |                                                |                                                |                                                | Jules-Robert de Cotte (architecte)             | Jules-Robert de Cotte (architecte)             | Jules-Robert de Cotte (architecte) | Jules-Robert de Cotte (architecte) | Jules-Robert de Cotte (architecte) | Jules-Robert de Cotte (architecte) |                                                                       |                                                                       |                                                                       |                                                                       |                                                                       |                                                                       |                                            |                                            |                                            |                                            | Jacques Hardouin-Mansart (Président au Parlement) | Jacques Hardouin-Mansart (Président au Parlement) | Jacques Hardouin-Mansart (Président au Parlement) | Jacques Hardouin-Mansart (Président au Parlement) | Jacques Hardouin-Mansart (Président au Parlement) | Jacques Hardouin-Mansart (Président au Parlement) |                                                  |                                                  |                                                  |                                                  |                               |                               |                               |                               |                              |                              |                              |                              |                                            |                                            |                                            |                                            |                                            |                                            |                                     |                                     |                        |                        |                        |                        |               |               | Jacques V Gabriel (architecte)    | Jacques V Gabriel (architecte)    | Jacques V Gabriel (architecte)    | Jacques V Gabriel (architecte)    | Jacques V Gabriel (architecte)                | Jacques V Gabriel (architecte)                |                                               |                                               |                                               |                                               |                                           |                                           |                                                |                                                |                                                |                                                |                                                |                                                |                                  |                                  |                                               |                                               |                                               |                                               |                                               |                                               |  |  |
|                             |                             |                             |                             |                             |                             |  |  |                                                |                                                |                                                |                                                | Jules-Robert de Cotte (architecte)             | Jules-Robert de Cotte (architecte)             | Jules-Robert de Cotte (architecte) | Jules-Robert de Cotte (architecte) | Jules-Robert de Cotte (architecte) | Jules-Robert de Cotte (architecte) |                                                                       |                                                                       |                                                                       |                                                                       |                                                                       |                                                                       |                                            |                                            |                                            |                                            | Jacques Hardouin-Mansart (Président au Parlement) | Jacques Hardouin-Mansart (Président au Parlement) | Jacques Hardouin-Mansart (Président au Parlement) | Jacques Hardouin-Mansart (Président au Parlement) | Jacques Hardouin-Mansart (Président au Parlement) | Jacques Hardouin-Mansart (Président au Parlement) |                                                  |                                                  |                                                  |                                                  |                               |                               |                               |                               |                              |                              |                              |                              |                                            |                                            |                                            |                                            |                                            |                                            |                                     |                                     |                        |                        |                        |                        |               |               | Jacques V Gabriel (architecte)    | Jacques V Gabriel (architecte)    | Jacques V Gabriel (architecte)    | Jacques V Gabriel (architecte)    | Jacques V Gabriel (architecte)                | Jacques V Gabriel (architecte)                |                                               |                                               |                                               |                                               |                                           |                                           |                                                |                                                |                                                |                                                |                                                |                                                |                                  |                                  |                                               |                                               |                                               |                                               |                                               |                                               |  |  |
|                             |                             |                             |                             |                             |                             |  |  |                                                |                                                |                                                |                                                |                                                |                                                |                                    |                                    |                                    |                                    |                                                                       |                                                                       |                                                                       |                                                                       |                                                                       |                                                                       |                                            |                                            |                                            |                                            |                                                   |                                                   |                                                   |                                                   |                                                   |                                                   |                                                  |                                                  |                                                  |                                                  |                               |                               |                               |                               |                              |                              |                              |                              |                                            |                                            |                                            |                                            |                                            |                                            |                                     |                                     |                        |                        |                        |                        |               |               |                                   |                                   |                                   |                                   |                                               |                                               |                                               |                                               |                                               |                                               |                                           |                                           |                                                |                                                |                                                |                                                |                                                |                                                |                                  |                                  |                                               |                                               |                                               |                                               |                                               |                                               |  |  |
|                             |                             |                             |                             |                             |                             |  |  |                                                |                                                |                                                |                                                |                                                |                                                |                                    |                                    |                                    |                                    |                                                                       |                                                                       |                                                                       |                                                                       |                                                                       |                                                                       | Jean Hardouin-Mansart de Jouy (architecte) | Jean Hardouin-Mansart de Jouy (architecte) | Jean Hardouin-Mansart de Jouy (architecte) | Jean Hardouin-Mansart de Jouy (architecte) | Jean Hardouin-Mansart de Jouy (architecte)        | Jean Hardouin-Mansart de Jouy (architecte)        |                                                   |                                                   | Jacques Hardouin-Mansart de Sagonne (architecte)  | Jacques Hardouin-Mansart de Sagonne (architecte)  | Jacques Hardouin-Mansart de Sagonne (architecte) | Jacques Hardouin-Mansart de Sagonne (architecte) | Jacques Hardouin-Mansart de Sagonne (architecte) | Jacques Hardouin-Mansart de Sagonne (architecte) |                               |                               |                               |                               |                              |                              |                              |                              |                                            |                                            |                                            |                                            |                                            |                                            |                                     |                                     |                        |                        |                        |                        |               |               | Ange-Jacques Gabriel (architecte) | Ange-Jacques Gabriel (architecte) | Ange-Jacques Gabriel (architecte) | Ange-Jacques Gabriel (architecte) | Ange-Jacques Gabriel (architecte)             | Ange-Jacques Gabriel (architecte)             |                                               |                                               |                                               |                                               |                                           |                                           |                                                |                                                |                                                |                                                |                                                |                                                |                                  |                                  |                                               |                                               |                                               |                                               |                                               |                                               |  |  |
|                             |                             |                             |                             |                             |                             |  |  |                                                |                                                |                                                |                                                |                                                |                                                |                                    |                                    |                                    |                                    |                                                                       |                                                                       |                                                                       |                                                                       |                                                                       |                                                                       | Jean Hardouin-Mansart de Jouy (architecte) | Jean Hardouin-Mansart de Jouy (architecte) | Jean Hardouin-Mansart de Jouy (architecte) | Jean Hardouin-Mansart de Jouy (architecte) | Jean Hardouin-Mansart de Jouy (architecte)        | Jean Hardouin-Mansart de Jouy (architecte)        |                                                   |                                                   | Jacques Hardouin-Mansart de Sagonne (architecte)  | Jacques Hardouin-Mansart de Sagonne (architecte)  | Jacques Hardouin-Mansart de Sagonne (architecte) | Jacques Hardouin-Mansart de Sagonne (architecte) | Jacques Hardouin-Mansart de Sagonne (architecte) | Jacques Hardouin-Mansart de Sagonne (architecte) |                               |                               |                               |                               |                              |                              |                              |                              |                                            |                                            |                                            |                                            |                                            |                                            |                                     |                                     |                        |                        |                        |                        |               |               | Ange-Jacques Gabriel (architecte) | Ange-Jacques Gabriel (architecte) | Ange-Jacques Gabriel (architecte) | Ange-Jacques Gabriel (architecte) | Ange-Jacques Gabriel (architecte)             | Ange-Jacques Gabriel (architecte)             |                                               |                                               |                                               |                                               |                                           |                                           |                                                |                                                |                                                |                                                |                                                |                                                |                                  |                                  |                                               |                                               |                                               |                                               |                                               |                                               |  |  |
|                             |                             |                             |                             |                             |                             |  |  |                                                |                                                |                                                |                                                |                                                |                                                |                                    |                                    |                                    |                                    |                                                                       |                                                                       |                                                                       |                                                                       |                                                                       |                                                                       |                                            |                                            |                                            |                                            |                                                   |                                                   |                                                   |                                                   |                                                   |                                                   |                                                  |                                                  |                                                  |                                                  |                               |                               |                               |                               |                              |                              |                              |                              |                                            |                                            |                                            |                                            |                                            |                                            |                                     |                                     |                        |                        |                        |                        |               |               | Ange-Antoine Gabriel (architecte) |                                   |                                   |                                   |                                               |                                               |                                               |                                               |                                               |                                               |                                           |                                           |                                                |                                                |                                                |                                                |                                                |                                                |                                  |                                  |                                               |                                               |                                               |                                               |                                               |                                               |  |  |